# Andrena rhenana
Andrena rhenana is een vliesvleugelig insect uit de familie Andrenidae. De wetenschappelijke naam van de soort is voor het eerst geldig gepubliceerd in 1930 door Stoeckhert.